# Smilno
Smilno est un village de Slovaquie situé dans la région de Prešov.

## Histoire
Première mention écrite du village en 1250.

## Démographie

### Évolution de la population
| Année:               | 1994. | 2004.   | 2014.   | 2024.   |
| -------------------- | ----- | ------- | ------- | ------- |
| Nombre de personnes: | 725   | 713     | 706     | 691     |
| Différence:          |       | -1,65 % | -0,98 % | -2,12 % |

| Année:               | 2023. | 2024.   |
| -------------------- | ----- | ------- |
| Nombre de personnes: | 689   | 691     |
| Différence:          |       | +0,29 % |